# 旋律金属核
旋律金属核是一种着重强调器乐旋律的金属核音乐，特征是旋律性强的吉他riff，冲击波，并且经常加入一些旋律死亡金属的元素。其特征是金属核风格的breakdown和在嘶吼，核嗓与清嗓之间变换的主唱。

## 特色

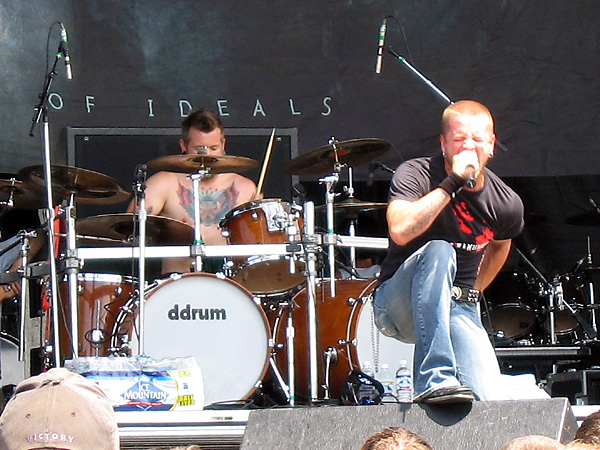
Melodic metalcore band All That Remains performing at the Ozzfest in 2006.

旋律金属核深受吉他riff和瑞典旋律死亡金属乐队作曲风格，尤其是At the Gates， 邪神大敌，烈焰邪神和撒旦之作乐团的影响，他们在自己的作品中运用大量的器乐旋律。许多旋律金属核常常是清嗓与嘶吼共存。还有泛音吉他riff，交替上下拨弦,双踩和金属风格的breakdown。